# Černý Most (metrostation)
Černý Most is een metrostation in de Tsjechische hoofdstad Praag aan lijn B. Het station, dat de eindhalte van de lijn is, werd geopend op 8 november 1998.
Černý Most · Rajská zahrada · Hloubětín · Kolbenova · Vysočanská · Českomoravská · Palmovka · Invalidovna · Křižíkova · Florenc · Náměstí Republiky · Můstek · Národní třída · Karlovo náměstí · Anděl · Smíchovské nádraží · Radlická · Jinonice · Nové Butovice · Hůrka · Lužiny · Luka · Stodůlky · Zličín